# Schimperella
Schimperella là một chi rêu trong họ Brachytheciaceae.